# 椎名のあ
椎名 のあ（しいな のあ、1999年3月18日 - ）は、日本のAV女優。ティーパワーズ所属。

## 略歴・人物
福島県出身。
趣味は音楽鑑賞、寝ること。特技は、体が柔らかいこと。
2019年10月、Fitchの専属女優「倉田アンナ（くらた あんな）」としてAVデビュー。エルプロモーション所属。
2020年2月、所属事務所をティーパワーズに移し「椎名のあ」に改名、企画単体女優となる。

## 作品

### アダルトビデオ

#### 倉田アンナ 名義
- 超敏感体質のふんわり可愛い北欧ハーフ美少女! パパ活にハマっちゃった19歳お嬢様女子大生AVデビュー（10月13日、Fitch）
- 禁欲した男優の大量精子を人生で初めて受け止める超敏感美少女のビクビク中出し大絶頂!（11月13日、Fitch）
- 倉田アンナがエロカワ過ぎるコスプレで気持ち良く抜いてくれる絶品風俗フルコース!（12月13日、Fitch）

- 年末帰省NTR 正月三が日の間にオヤジ達の中出し輪姦で快感堕ちした僕の彼女（1月13日、Fitch）
- 敏感すぎる美少女のカラダ 倉田アンナ8時間BEST（6月1日、Fitch）※ベスト盤

#### 椎名のあ 名義
- 色白ピンク乳首女子大生が絶叫エビ反りチ●ポ堕ち! 『今からこの女をメチャクチャにイカせて制御不能にします』（4月13日、MOODYZ）※「のあ」名義
- 母がいない3日間、義父に調教され続けた巨乳ロリ娘。 其の二（4月17日、DOC）※オムニバス作品、「ノア」名義
- 「おじちゃん、私大人のキスできるよ」 昔はよく会っていた親戚の姪っ子が数年振りに帰省してきた。今ではちょっと大人になって制服も似合っているが、昔よくしていたみたいに、ほっぺにチューなんてしてくるまだまだかわいい女の子。でも、子供扱いしすぎたボクに怒る姪っ子。「おじちゃん、そんなに子供扱いしないで。私もう大人なんだから大人のキスだってできるよ」とほっぺではなく口に舌をねじ込んできてディープキス!幼い顔でまさかの本気のキス。しかも大人顔負けの舌使いでよだれまじりに何度もキスをしてきて、勃起してしまいました。姪っ子は嬉しそうに「おじちゃんもっと大人っぽいことしよ」と勃起チ○ポに手を伸ばして…。（4月19日、Hunter）※オムニバス作品
- 透けている乳首を全く気にしない巨乳女性だらけのシェアハウスに男はボク1人! 義姉が住む女性専用シェアハウスにこっそり三日間泊めてもらったら他の女性たちにバレた!ピンチすぎる状況だけどなんとか住まわせてもらうことに。しかし、無警戒のノーブラ女性だらけで、しかも巨乳!右を見ても左を見ても透け乳首だらけでチ○ポはギンギンに!それがバレてしまい…。（4月19日、Hunter）共演:橘メアリー、有村麻衣、石原理央、今井まい、真田みづ稀、桜庭みなみ、宝田もなみ
- こっそり兄妹相姦する2人は親の前ではケンカを見せる!（4月19日、ROYAL）
- 顔出しMM号 女子大生限定 ザ・マジックミラー Wデート中の仲良し大学生カップル交換企画! 杭打ちピストン連続射精騎乗位バトル! 初めての同室スワッピングでイケナイと思いつつも彼氏の目の前で親友の彼チ○ポを生挿入!生中出し!! in池袋（5月7日、ディープス）※オムニバス作品、「つむぎ」名義、共演:なぎさ
- マジックミラー号 旬菜 巨乳就活女子大生に無料健康診断! 性感帯を刺激してヤル（5月8日、サディスティックヴィレッジ）※オムニバス作品
- 第9回 ノーパンスウェット染みたら負けよ電マ濡れ我慢対決（5月13日、はじめ企画）※オムニバス作品、「りあ」名義、共演:みお
- 未成熟な妹の体が気になりすぎて無理やり中出ししたらボクの虜に! まだまだ体が発育中の超無防備な妹と狭いワンルームで同居生活が始まって…!?上京したての妹が1人暮らしのボクの部屋に転がり込んできた!狭いワンルームで仕方なく同居生活が始まったのですが…いざ一緒に住むと無防備過ぎる胸やお尻に勃起しっぱなし!性欲も溜まりっぱなし!もう我慢の限界!ボクは気が付くと妹を襲って無理やり中出ししていました!!取り返しのつかない状況に…と思ったら、妹はその日から露骨にチ○ポを求めてきた!?ボクもその気になってしまい、何度も中出しするほど妹に夢中になってしまいました!!（5月19日、Hunter）※オムニバス作品
- 血液型女子の取扱説明書(トリセツ)。 volume01（5月22日、プレステージ）※オムニバス作品
- 「お兄さんの大きいおち○ぽ挿れたら気持ちいいの?」 妹の友達が我が家にお泊りにやってきてまさかの逆夜●い!!妹の友達がお泊まり会。初めてのお泊りだからテンション高くてとにかくうるさい!!今夜は最悪だと思っていたらもっと最悪な事が!!なんと風呂上りに妹の友達に僕のチ○ポを見られてしまったんです!もう本当に最悪だと思っていたらどうやら妹の友達は僕のデカチンが気になって仕方がなかったみたいで寝静まった夜、僕の部屋にこっそり忍び込んででき…「ずっと気になっちゃってこのままじゃ寝れないの…」と言ってまさかの逆夜這い!（6月7日、Hunter）※オムニバス作品
- 「お兄ちゃんとエッチしたい!」 「私たちとエッチしたくないの?」 「私こんなに胸大きくなったんだよ」 「私は胸大きくないけど感じるんだよ!」 5つ年下の二人の幼馴染はまだまだ綿パンはいてるくせにおませで最近エッチを覚えてエッチに興味津々!!身近なボクとエッチしたがる!! 無邪気に迫ってくる二人の幼馴染を結局、断る事が出来ず両親が旅行でいない一泊二日間、幼馴染二人とエッチしまくり!中に出してはすぐにもう一人の幼馴染がボクのチ○ポをフェラして勃起させてまた中出しさせてきてはまたもう一人の幼馴染がフェラしてきて強制勃起で中出し強要!結局、5つ下の幼馴染二人に勃起しなくなるまで何度何度も中出ししまくっちゃいました!!（6月19日、Hunter）※オムニバス作品、共演:渚みつき
- 絶倫チ○ポの上司と一晩中ヤリまくって中出しされ続けた人妻（6月26日、人妻花園劇場）
- 『もっともっとエッチしたい!全然足りない!何回でも中に出して!』 久しぶりに再会した可愛い姪っ子は140cm台のチビッ子性欲モンスター! 昔よく遊んだ姪っ子と久しぶりの再会!変わらない幼さと可愛さに安心していたら…ボクのチ○ポに興味津々!?それでも子供扱いしていると、子供とは思えないドスケベ過ぎるエロテクでボクを責めまくり!こっちもスケベ心が隠せず勃起してしまうとすかさずチ○ポを挿入!!一回、二回、三回…何回発射してもチ○ポをギンギンに勃たせてくる姪っ子!性欲が枯れ果てるまで何度も中出しされてもまだまだ終わる気配はなくて…。（7月7日、Hunter）※オムニバス作品
- くるくる乱交即ナンパ! 凄腕コンビナンパ師K&Nのターゲットはピチピチ女子大生! それぞれ1発ハメた後に人生初めての乱交SEXPARTY!（7月10日、S級素人）※オムニバス作品、共演:月乃しずく
- 「ここならバレないからいいよ」 すぐ近くに親がいるにもかかわらず、成長した姪っ子の体に我慢できず押し入れに隠れて声を殺してエッチしちゃいました。 長期休みに親戚が帰省してくる実家住まいのボク、何年かぶりに姪っ子も帰省してきた。姪っ子はビックリするくらい可愛くなっていてボクは変に緊張して話しかけづらかったけど、姪っ子の方から気さくに話しかけて昔と変わらず「お兄ちゃん」と親しげに呼んでくれる!昔話で盛り上がり、よく押し入れに隠れて遊んでいた事を思い出し懐かしんでいると、姪っ子から誘われ押入れに入ることに!姪っ子の無防備なパンチラや間近で見る成長した姪っ子の体を思わずガン見していたら、見ているのがバレてしまい親たちに言われそうになり慌てて口を塞いだらもみくちゃになり密着してしまったらフル勃起!!当然勃起もバレてしまうボク、隠すことも出来ず怒られると思いきや実はボクのチ○コに興味津々で次第に発情状態で姪っ子がボクのチ○コを触りながら「ここならバレないからいいよ」とまさかの発言で、襖を挟んで親たちがいるのに押入れの中で隠れてエッチしちゃいました。（7月19日、Hunter）※オムニバス作品
- お父さん注意！元保育士は、合法ロリ巨乳。（8月1日、S-Cute）
- アイドルのオーディションとダマされたお嬢様学校の生徒!上京田舎女子○生制服切り裂きレイプ! 3（8月13日、サディスティックヴィレッジ）※オムニバス作品
- 『卒業する前にもう一度だけお兄ちゃんと一緒にお風呂に入る!体洗ってあげるね!』 デカパイ過ぎる妹と狭いお風呂で二人きり!チ○コまで洗ってきて… 体を洗ってもらっていたら当然、大きな胸がボクに当たりまくり!!そんな事されたら当然勃起!!ヤバイと思って隠そうとしたら実は興奮していた妹は「ここも洗ってあげる」と言ってボクの勃起チ○コを洗ってきた!!更に興奮した妹は我慢できなくなり今度はお口で綺麗にしてあげると言ってフェラしてきて…（9月7日、Hunter）※オムニバス作品
- なりきりシロウトコスプレ えっちな衣装の素人と濃厚ハメ撮り File01（9月11日、S級素人）※オムニバス作品
- 「えっ!?おっぱい丸見え?」 エアコンが壊れ我が家はサウナ状態!扇風機で暑さを凌ぐ義姉の汗だくノーブラモロ見えおっぱいに勃起しまくっていたら…（9月19日、Hunter）※オムニバス作品
- 一般男女モニタリングAV みんなの憧れの巨乳女子マネージャー限定! 合宿中の男湯で男子部員たちのチ○ポの悩みを大きなおっぱいと手コキとフェラで解決してくれませんか!? 4 初めて見る想像以上の巨乳に勃起が収まらない童貞部員を優しく筆おろし! 我慢できなくなった男子全員の生チ○ポも心優しいマネージャーは次々と受け挿れて連続中出しSEX!! 総発射27発（11月7日、ディープス）※オムニバス作品、「ゆあ」名義
- 監禁 〜男の性奴○(おもちゃ)になった私〜（11月19日、ドグマ）
- ウダツの上がらないオジサン上司の俺を出張先の温泉宿で 相部屋誘惑してくる新卒巨乳OL 純真無垢な逆NTR（12月10日、SODクリエイト）
- 淫語オナホ調教（12月11日、REAL）
- 本物全裸素人 局部パーツ接写 全裸エア体位編　Part2（12月11日、S級素人）※オムニバス作品
- ナチュラルハイ年末スペシャル 敏感（恥）巨乳痴漢 2020 完全版 10人全員乳揺れSEXver. 2枚組8時間（12月24日、ナチュラルハイ）※オムニバス作品

- 【悪女教師】 嫉妬に狂ったノーパン誘惑 女教師の異常な奪い寝取り。明里つむぎ 椎名のあ（1月13日、アイデアポケット）
- 巨乳妻ナンパ中出し! ご無沙汰チ○ポでガチイキ! マジイキ潮吹きアクメ!（1月15日、LOTUS）※オムニバス作品
- 乳首舐めシックスナインからのシックスナイン（1月25日、SEX Agent）※オムニバス作品
- 激カワ巨乳ビッチ J○ナンパ中出し 脱がしたら弾け出た発育中のFカップボインに大興奮! ●●●校普通科のあ(仮) 144cm・Fカップ（1月25日、賢者の食卓）※「のあ」名義
- 最強性欲の巨乳事務員が働く都内某所のオフィスに勝手に潜入して3日連続AV撮影 椎名のあ（2月13日、バルタン）
- 女肉が揺れる! 騎乗位ピストン～デカ尻編～（3月25日、SEX Agent）※オムニバス作品
- 中出し訳アリ女子校生 4（4月9日、BAZOOKA）※オムニバス作品
- ドM願望の幼馴染の女の子 椎名のあ（4月13日、バルタン）
- 性奴隷からのオナニービデオレター 03（6月25日、SEX Agent）※オムニバス作品

- 最高乳と最高尻を弄ぶぬるてか昇天オイルマッサージ（3月22日、SEX Agent）※オムニバス作品

### VR
椎名のあ 名義
- Fitch肉感VR 椎名のあVR解禁! 見た目は子供っぽいのにHな事に興味津々でムッチムチした敏感BODYの彼女の妹がまるで小悪魔のように 僕を誘惑してくるもんだから…初めて会ったにも関わらず彼女が居る部屋の中でうっかり寝取られてしまいました。椎名のあ 雪乃凛央（5月22日、Fitch）
- 思い切って勝手にAV化! 超イケメンの友達が既にホロ酔いの地味巨乳女子大生を連れてきて宅飲み!初めは乗り気でなかった地味巨乳女子大生をイケメンの友達が言葉巧みに口説き王様ゲームへ誘導!王様ゲームマジックなのか?それともお酒が回ったからなのか?地味巨乳女子大生たちもノリノリになり予想以上にエッチな展開に!!かなり過激でおこぼれでいい思いができた件 田中ねね 椎名のあ（6月1日、お夜食カンパニー）
- 絶対に本番禁止のエステ店で北欧ハーフの美巨乳エステ嬢を媚薬で発情させてキメパコ!イカせまくり素股でマ○コを刺激しまくると「挿れたくなっちゃった…♡」と懇願してきたので生ハメしてやった中出しオイルエステサロン（6月1日、こあらVR）
- ナースのお痴事 やわふわおっぱい&極上ボディで超密着サンドイッチ献身看護 溜まった精子もストレスも根こそぎ拭い取る最高の特効薬【愛蜜たっぷりおま●こ】で膣内治療 椎名のあ 三原ほのか（6月18日、kawaii*）
- マジックミラーペアルームNTRエステ 「カップル限定」悪徳エステティシャンになって自慢の彼女を寝取って中出し!（7月20日、SODクリエイト）
- 3年2組の文化祭の模擬店は…『ちょんの間』。 私立のお嬢様○校の文化祭。ひときわ行列のできる大人気の模擬店は『ちょんの間』だった!しかも見た目だけではなく、サービス内容も実際の『ちょんの間』顔負けの超過激な模擬店で女子が全力ご奉仕! 枢木あおい 水沢つぐみ 椎名のあ いとう美憂（7月24日、Hunter）
- ムッチリ美脚を包み込む黒パンスト顔騎オナニー ボリュームたっぷり美女16人（9月3日、こあらVR）※オムニバス作品
- 中出し成功率100%のパパ活神アプリ 速攻美少女に出会えて生ハメ!生中出しSEX!（10月1日、ROOKIE）※オムニバス作品
- 僕に唾液をたらしてエッチなこと沢山してください!（10月28日、ROOKIE）※オムニバス作品
- 追いかけてレ○プして、そのまま中出し!（11月18日、ROOKIE）※オムニバス作品
- ランジェリーエロエロTバックVR（12月16日、ROOKIE）※オムニバス作品

- 変態新入社員 椎名のあ（1月8日、CASANOVA）
- ＃オナ電 ～電話しながら興奮してオナニーしてる女子を盗撮したVR～（2月19日、CASANOVA）※オムニバス作品
- 私の性欲… 隣人に『管理』されています。絶え間ない粘着刺激に絶対ハマっていく欲しがり性交 椎名のあ（2月25日、KMPVR-彩-）
- 本気イキでパンツビショ濡れぴえん -女子校生全力8人オナニーVR-（9月20日、KMPVR）※オムニバス作品
- 競泳水着でガチイキオナニーVR（10月6日、KMPVR）※オムニバス作品
- 女子校生のご褒美顔騎を天井特化で見るVR（10月10日、KMPVR）※オムニバス作品

### 配信
2020年
- 【初撮り】【色白もち肌】【柔乳が激しく揺れる】ベッドの上で乱れる元保育士。色白もち肌の彼女が綺麗な髪を振り乱し激ピストンに感じる.. ネットでAV応募→AV体験撮影 1195（2月26日、シロウトTV）※「のあ」名義
- マ●コが雨漏り洪水警報、AB型女子のあちゃん来訪!キツマン搭載ムチムチBODYの不思議ちゃんはノリを合わせてノリで犯せ!バックからズッポリ挿入、眼前にはデカ尻デカ乳の桃源郷!!スケスケ制服装備で背徳学生セックスに暴発中出し注意ww（3月7日、SUKEKIYO）※「のあ」名義
- g619 椎名乃彩（5月12日、GIRL's BLUE）※「椎名乃彩」名義
- #777 Noa（6月5日、S-Cute）
- めい（7月23日、しろうとパックンチョ!!）※「めい」名義
- のあ（9月16日、Imagine）※「のあ」名義
- のん（9月23日、SODナンパ素人）※「のん」名義
- 敏感（恥）巨乳痴漢 2020（11月16日、ナチュラルハイ）他出演:田中ねね
- のあ（11月29日、ハメ撮り大作戦）※「のあ」名義

### イメージDVD
- Noa えっちなちくびと言わないで!（2020年6月18日、REbecca）[5]

## 出演

### ネット
- 大槻ひびきの「お尻ペン吉」だよ! #134（2020年3月12日、ニコニコ生放送）[6]

### テレビ
- 魚拓と成瀬のツキとスッポンぽん #291,#292（2020年3月29日,4月5日、パチ・スロ サイトセブンTV）[7]

## 掲載

### 雑誌
- 週刊実話 2020年6月25日号（日本ジャーナル出版） - グラビア「むっちりボイン」